# 15 Lyncis
Désignations
15 Lyncis (en abrégé 15 Lyn) est une étoile binaire de la constellation boréale du Lynx. Elle est visible à l'œil nu avec une magnitude apparente combinée de 4,35. D'après la mesure de sa parallaxe annuelle par le satellite Hipparcos, le système est situé à environ ∼ 178 a.l. (∼ 54,6 pc) de la Terre. Il s'éloigne du Système solaire à une vitesse radiale de +2 km/s.
Un télescope permet de séparer les composantes du système de 15 Lyncis. Ce sont deux étoiles jaunâtres de magnitudes 4,7 et 5,8 distantes de 0,9 seconde d'arc. Elles orbitent l'une autour de l'autre selon une période de 262 ans et avec une excentricité élevée de 0,74. La composante primaire, désignée 15 Lyncis A, est une étoile géante jaune évoluée de type spectral G8III et de magnitude 4,7. Son rayon est huit fois plus grand que le rayon solaire, elle est 40 fois plus lumineuse que le Soleil et sa température de surface est de 5 164 K. Son compagnon, 15 Lyncis B, est quant à elle une étoile jaune-blanc de la séquence principale de type spectral F8V et de magnitude 5,8.